# Magnapinna
Magnapinna is een geslacht van inktvissen uit de familie van de Magnapinnidae. Deze zeedieren hebben tentakels waarvan de lengte op basis van diepzeevideo-opnamen van volwassen dieren, op maximaal acht meter wordt geschat. Ze komen wereldwijd voor en leven op grote diepten (2000–5000 m), waardoor waarnemingen zeldzaam zijn. De levenswijze van de inktvissen is onbekend.

## Soorten
- Magnapinna atlantica Vecchione & Young, 2006
- Magnapinna pacifica Vecchione & Young, 1998
- Magnapinna talismani (H. Fischer & Joubin, 1906)